# Алексей Афанасиев
Алексей Феодорович Афанасиев (на руски: Алексе́й Фёдорович Афана́сьев) е руски жанров живописец, график, илюстратор, карикатурист, член на обществото на Передвижниците. Най-известен е с илюстрациите си към приказката „Конче гърбоконче“ на Пьотър Ершов, приказките на Пушкин, стихотворенията на Алексей Толстой, както и с многобройните си жанрови картини.

## Биография
Алексей Афанасиев е роден на 12 декември 1850 г. в Санкт Петербург, в семейството на готвач, работещ в императорския двор. На 18 години завършва училището към Реформаторската църква в родния се град и започва работа към двора, първо като работник при отоплителните котли, а по-късно – като лакей.
През 1872 г. е приет като слушател в Императорската художествена академия. През 1877 е удостоен с поощрителен сребърен медал за рисунка от натура. Две години по-късно подава молба за явяване на изпит, който да му даде възможност да се запише като редовен студент, но Академичният съвет му отказва. Художникът продължава да поддържа връзка с приятелите си, които са редовните студенти и през лятото на 1881, заедно с Кирияк Костанди, Николай Дубовской и Михаил Кудрявцев заминава да рисува етюди в село Бутирки, Орловска губерния. Работи с тях и по-късно, а 1884 г. позира на Костанди за картината му „При болния приятел“.
През 1886 г. получава свидетелство за посещение на класовете в Академията и на следващата година започва работа като преподавател в Рисувалното училище към Обществото за поощрение на художниците. През 1905 г. става директор на Пензенското художествено училище, където заема поста след академика по живопис Константин Савицки. Там организира поредица от изложби на творби на преподаватели и ученици, където излага и собствени работи. По негова инициатива през 1906 е създаден Кръгът на пензенските художници. Има значителен принос в развитието на традициите на реализма в училището, началото на което е поставен от Савицки. Четири години по-късно е уволнен по болест. По други данни е уволнен заради насаждане на революционни настроения сред учащите. Съществува вариант, според който демонстративно напуска сам в подкрепа на уволнения от училището художник Александър Вахрамеев, обвинен в антиправителствена дейност. Завръща се в Петербург и продължава работата си в Рисувалното училище.
Художникът умира през 1920 г., а мястото на смъртта му е неизвестно.

## Творчество
Художникът е най-известен като илюстратор и карикатурист. В продължение на много години той сътрудничи на хумористичните и сатирични списания „Шут“, „Осколки“, „Всемирная иллюстрация“, „Лукоморье“, „Север“ и други. През 1857 той рисува даже маслена картина по мотиви от стихотворението на Алексей Толстой „Пред приказната врата“, която днес се намира в Третяковската галерия. В първите две списания са печатани предимно илюстрациите му, а в останалите се изявява и като карикатурист. Много от илюстрациите му по-късно са издадени като пощенски картички от издателство „Ришар“.
Като живописец Афанасиев работи предимно в религиозния и битовия жанр. В края на 1880-те художникът се присъединява към обществото на Передвижниците и на изложбите представя картините си „Гробище“ и „Преди празника“. Ескиз към втората картина е закупена от Третяков. Между 1889 и 1918 г. продължава редовното му участие в техните изложби – „Нива“ (1897), „В провинцията“ (1907), „Ораторка“ (1910), „На гости“ (1913), „През есента“ (1916), „На Великден“ (1916), „Кана за кафе“ (1919). Излага и в изложбите на Южноруските художници, на Руските акварелисти, на Обществото на художниците на историческа живопис, Питерското общество на художниците на името на Куинджи и Московското общество на художниците. Чест персонаж в историческите му картини е основателят на родния му град Петър I – „Петър Велики спасява умиращи войници при Лахта“ (1914), „Влизането на Петър І в Москва след Полтавската битка“.
За петербургския храм „Възкресение Христово“ рисува 4 ескиза, модели за външни мозайки и 8 за интериора. За екстериора са „Свети Павел“, „Серафим“, „Св. Апостол Лука“ и „Св. Яков, Ефимий и Евстатий“, а за интериора – „Св. Варлаам Хутински и Александър Свирски“, „Св. Макарий Египетски и Мойсей Мурин“, „Св. Андроник и Аполос“, „Мъчениците Лукиян и Агатодор“, „Мъчениците Аверкий и Порфирий“, „Апостолите Никанор и Флегонт“ и „Апостолите Родион и Урбан“.
- Илюстрации към приказката на Ершов „Конче гърбоконче“

- Живопис
- Зима
- Селски танц
- Петър Велики спасява умиращи войници при Лахта
- Деца се къпят
- Показване на иконата